# Tiffany Dupont
Tiffany Dupont (Colorado Springs, 22 de Março de 1981) é uma atriz americana mais conhecida por sua participação na série The Bedford Diaries, no papel da personagem Sara Gregory, e pela sua participação no filme One Night with the King, no papel da personagem Hadassah/Esther.

## Filmografia

### Cinema
| Ano  | Título                          | Papel             | Gênero                                      |
| ---- | ------------------------------- | ----------------- | ------------------------------------------- |
| 2003 | Cheaper by the Dozen            | Beth              | Comédia                                     |
| 2004 | The Work and the Glory          | Lydia McBride     | LDS cinema                                  |
| 2006 | One Night with the King         | Hadassah / Esther | Drama                                       |
| 2006 | Bickford Shmeckler's Cool Ideas |                   | Comédia                                     |
| 2009 | He's Such a Girl                | Taylor            | Comédia-drama romântico, protagonista Papel |
| 2012 | Hijacked                        | Olivia Rousseau   | Thriller de ação                            |
| 2018 | Brian Banks                     | Alissa Bjerkhoel  |                                             |

### Televisão
| Título                         | Ano       | Papel              | Notas                                                             |
| ------------------------------ | --------- | ------------------ | ----------------------------------------------------------------- |
| Yes, Dear                      | 2002      | Namorada de Sammy  | Episódio: "Sammy's Independence Day"                              |
| Joan of Arcadia                | 2003      |                    | Episódio: "The Fire and the Wood"                                 |
| Grounded for Life              | 2004      | Colleen            | Episódio: "My Ex-Boyfriend's Back"                                |
| The Bedford Diaries            | 2006      | Sara Gregory       | 8 Episódios                                                       |
| Greek                          | 2007–2011 | Frannie Morgan     | 40 Episódios                                                      |
| CSI: Crime Scene Investigation | 2007      | Cammie Brookston   | Episódio: "Empty Eyes"                                            |
| Melrose Place                  | 2009      | Garota de programa | Episódio: "Shoreline"                                             |
| Outlaw                         | 2010      | Abigail Hoffman    | Episódio: "Pilot"                                                 |
| The Whole Truth                | 2010      | Monica Gerwig      | Episódio: "Thicker Than Water"                                    |
| CSI: NY                        | 2010      | Hayley Montgommery | Episódio: "Hide Sight"                                            |
| 90210                          | 2010      | Julia              | Episódio: "They're Playing Her Song"                              |
| NCIS                           | 2011      | Kimberly Nolan     | Episódio: "Ships in the Night"                                    |
| The Big Bang Theory            | 2011      | Angela             | Episódio: "The Wildebeest Implementation" (season 4, Episódio 22) |
| The Glades                     | 2011      | Lori Fisher        | Episódio: "Addicted to Love" (season 2, Episódio 7)               |
| Castle                         | 2012      | Greta Mastroianni  | Episódio: "Undead Again" (temporada 4, episódio 22)               |
| CSI: Miami                     | 2012      | Rachel Petrella    | Episódio: "Last Straw" (temporada 10, episódio 14)                |
| Supernatural                   | 2013      | Gilda              | Episódio: "LARP and the Real Girl" (temporada 8, episódio 11)     |
| Hawaii Five-0                  | 2013      | Crimson Bride      | Episódio: "Na Ki'i (Dolls)" (temporada 3, episódio 18)            |
| Mom                            | 2014      | Alicia             |                                                                   |
| Anger Management               | 2014      | Jenna              | Episódio: "Charlie Has a Threesome"                               |
| Reckless                       | 2014      | Lexi Simms         | Episódio: "When the Smoke Clears"                                 |
| Love Finds You in Charm        | 2015      | Kelly Bennett      | Filme de TV                                                       |
| Scorpion                       | 2017      | Joan               | Episódio: "Sharknerdo"                                            |

### Vídeos musicais
| Título             | Ano  | Notas                                       |
| ------------------ | ---- | ------------------------------------------- |
| "Natural Disaster" | 2008 | Single de Big Bad World por Plain White T's |